# Frenulumpiercing
Ein Frenulumpiercing wird horizontal durch das Vorhautbändchen (Frenulum) am Penis gestochen.

## Geschichte
Erste Berichte über das Frenulumpiercing stammen aus dem 19. Jahrhundert. In der Zeitschrift für Ethnologie wurde über die Batta, eine Ethnie auf dem Timor, berichtet, die „das Frenulum hinter der Eichel mit Messingringen versehen“. Der Grund dafür sei „eine Erhöhung der sexuellen Stimulanz während des Geschlechtsverkehrs“.
Es stellt heute ein modernes Intimpiercing bei Männern dar.

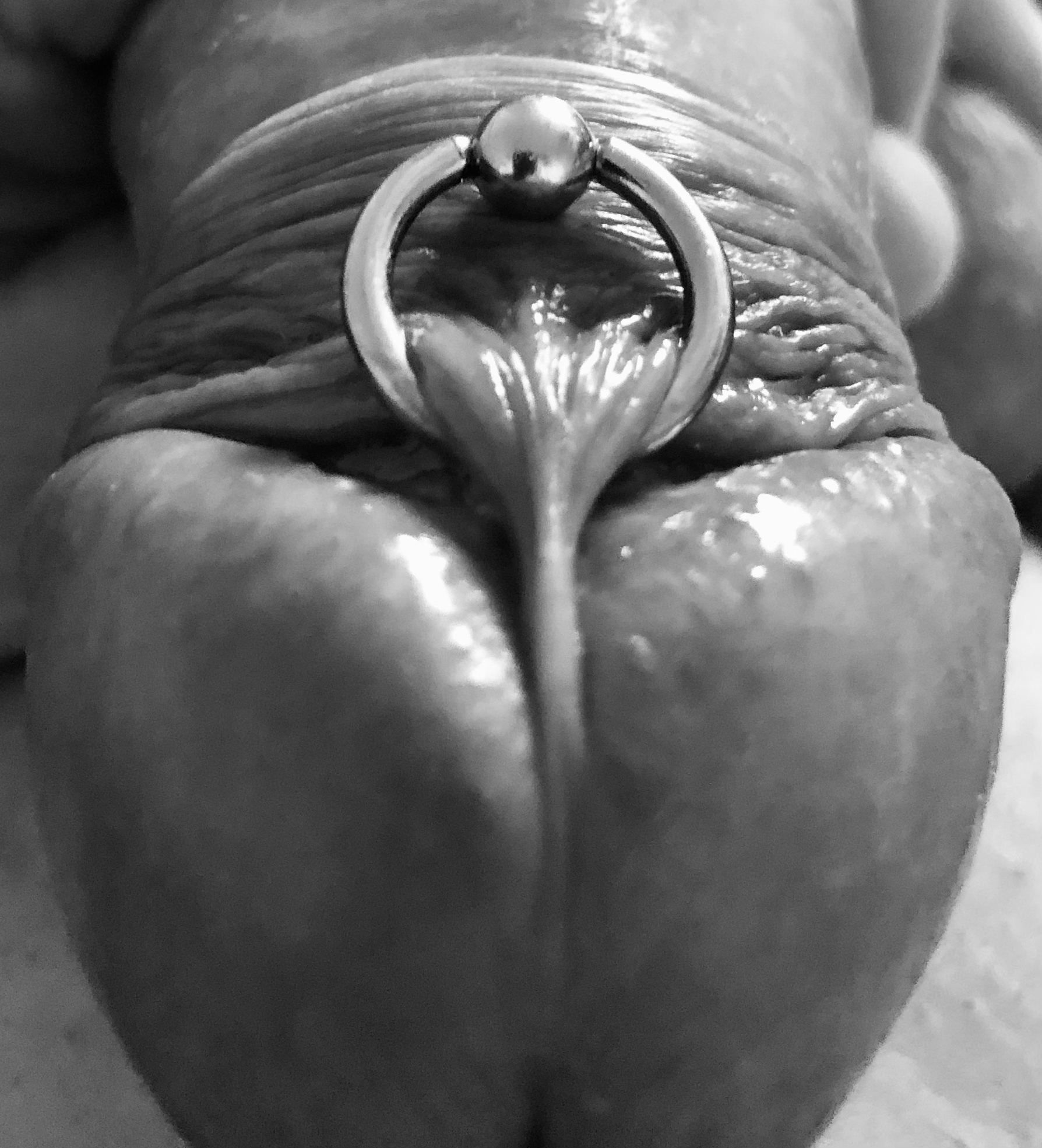
Frenum Piercing mit Klemmring

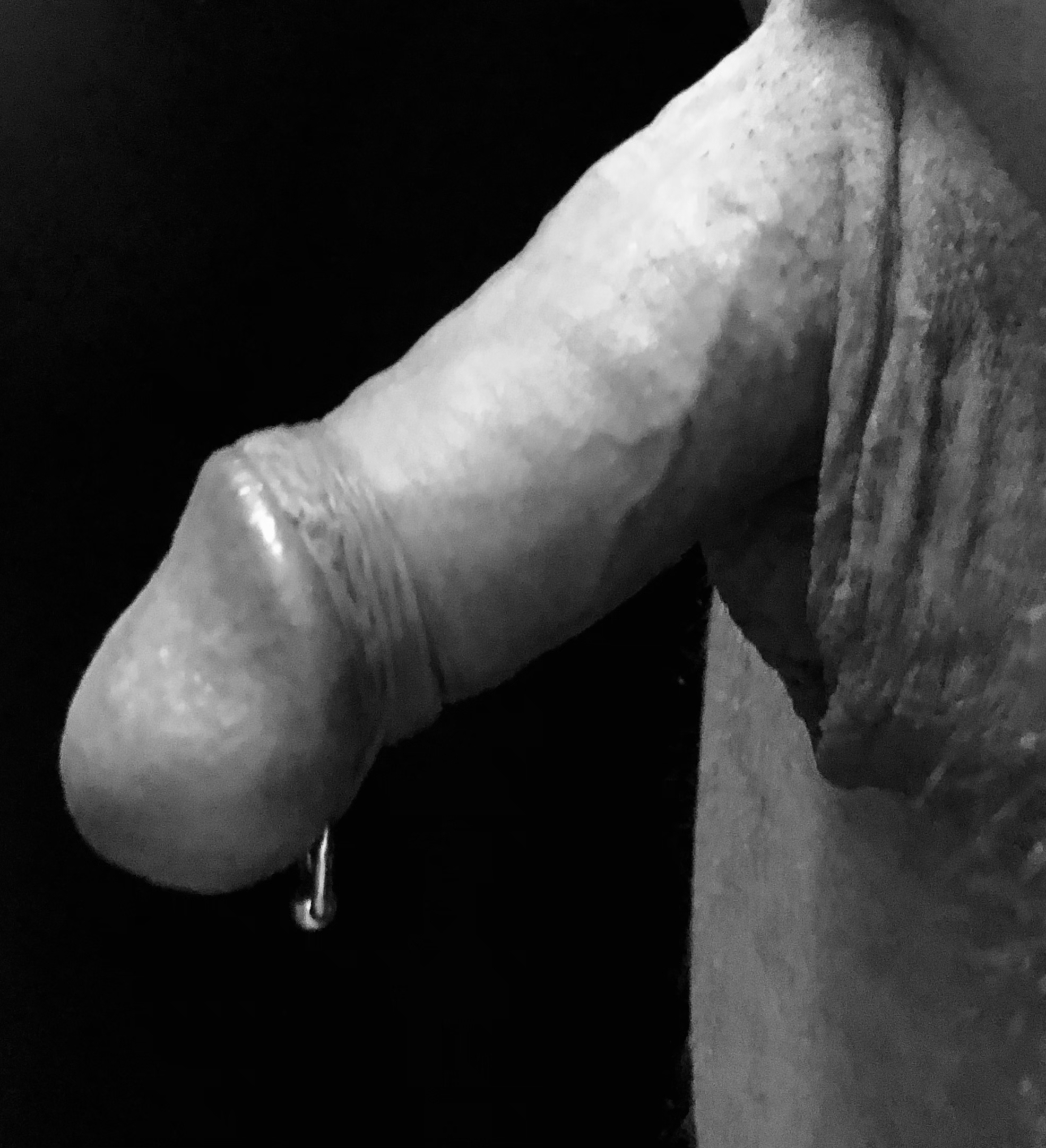
Intimpiercing Ring

## Platzierung
Es wird etwas unterhalb des Vorhautbändchens gestochen um ein Ausreißen des dünnen Bändchens zu vermeiden. Das Durchstechen der dünnen Haut ist sehr unkompliziert und heilt sehr schnell ab, in der Regel innerhalb von vier bis acht Wochen. Bei beschnittenen Männern ist ein Frenulumpiercing nur möglich, wenn noch genügend Bändchen vorhanden ist.

## Schmuck

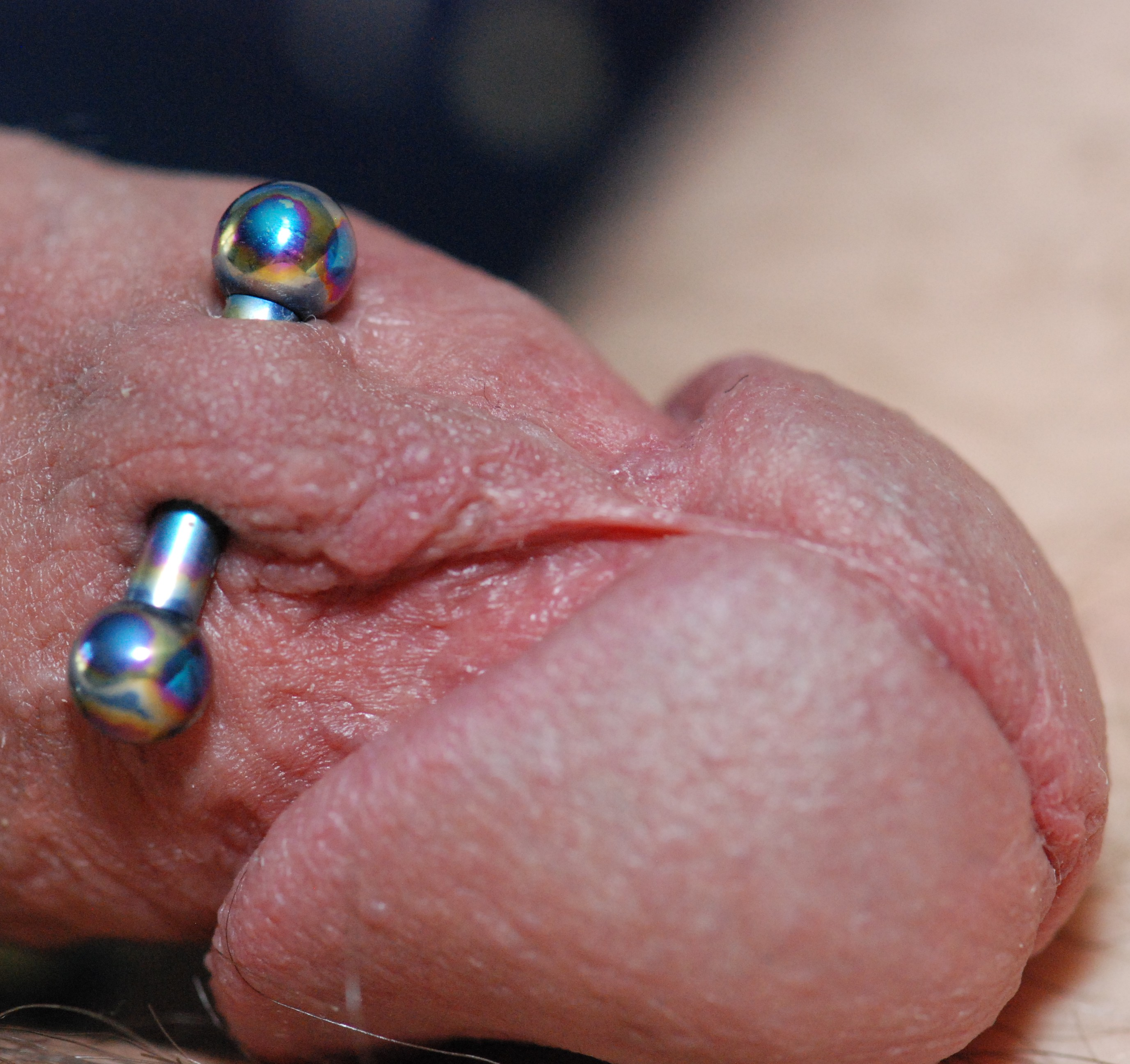
Frenulumpiercing mit einem Barbell

Beim Erstpiercing sollte ein Durchmesser des zu tragenden Schmuckes von 1,6 Millimeter eingehalten werden. Später, wenn der Stichkanal abgeheilt ist, sollte der Kanal geweitet werden, um einen Barbell, Ring oder ähnlichen Schmuck in stärkerer Ausführung zu tragen. Dabei sollten Materialstärken zwischen 2,4 und 3,2 Millimeter nicht überschritten werden, damit beim Geschlechtsverkehr das Piercing nicht als störend empfunden wird, nicht schmerzt und ein Ausreißen des Schmuckes aus dem Vorhautbändchen vermieden wird.

## Varianten
Eine Frenum Ladder besteht aus einer Reihe mehrerer Frenumpiercings unterhalb des Vorhautbändchens entlang des Schafts. Je weiter ein Piercing dabei vom Frenulum aus abwärts gestochen wird, desto größer ist die Gefahr, dass der Schmuck aufgrund der relativ hohen Spannung herauswächst.
Das Lorum wird an der Stelle zwischen Penisschaft und Hodensack gestochen und kann daher auch als Variation des Hafada-Piercings betrachtet werden. Der Begriff ist ein Kofferwort aus „low“ (englisch: tief) und „Frenum“.